# Murs 3:16: The 9th Edition
Murs 3:16: The 9th Edition é um álbum de estúdio de Murs, lançado em 2004.